# Syzygium microphyllum
Syzygium microphyllum är en myrtenväxtart som beskrevs av James Sykes Gamble. Syzygium microphyllum ingår i släktet Syzygium och familjen myrtenväxter. IUCN kategoriserar arten globalt som starkt hotad. Inga underarter finns listade i Catalogue of Life.